# نیروگاه هسته‌ای چوز
نیروگاه هسته‌ای چوز (به فرانسوی: Centrale nucléaire de Chooz) یک نیروگاه هسته‌ای در فرانسه است که در Chooz واقع شده‌است.